# Municipio de Bluff Creek
El municipio de Bluff Creek (en inglés: Bluff Creek Township) es un municipio ubicado en el condado de Monroe en el estado estadounidense de Iowa. En el año 2010 tenía una población de 279 habitantes y una densidad poblacional de 3,01 personas por km².

## Geografía
El municipio de Bluff Creek se encuentra ubicado en las coordenadas 41°7′3″N 92°48′25″O / 41.11750, -92.80694. Según la Oficina del Censo de los Estados Unidos, el municipio tiene una superficie total de 92.75 km², de la cual 92,25 km² corresponden a tierra firme y (0,53 %) 0,49 km² es agua.

## Demografía
Según el censo de 2010, había 279 personas residiendo en el municipio de Bluff Creek. La densidad de población era de 3,01 hab./km². De los 279 habitantes, el municipio de Bluff Creek estaba compuesto por el 97,85 % blancos, el 0,36 % eran amerindios, el 0,72 % eran asiáticos y el 1,08 % eran de una mezcla de razas. Del total de la población el 0,36 % eran hispanos o latinos de cualquier raza.